# Kippel
Kippel (im walliserdeutschen Ortsdialekt: Chiipl [ˈɕiːpl]) ist eine Munizipalgemeinde und eine Burgergemeinde sowie eine Pfarrgemeinde im deutschsprachigen Teil des Schweizer Kantons Wallis. Sie gehört zum Bezirk Westlich Raron.
Kippel ist der Hauptort des Lötschentals.

## Bevölkerung
| Bevölkerungsentwicklung | Bevölkerungsentwicklung | Bevölkerungsentwicklung | Bevölkerungsentwicklung | Bevölkerungsentwicklung | Bevölkerungsentwicklung | Bevölkerungsentwicklung | Bevölkerungsentwicklung | Bevölkerungsentwicklung | Bevölkerungsentwicklung | Bevölkerungsentwicklung | Bevölkerungsentwicklung |
| ----------------------- | ----------------------- | ----------------------- | ----------------------- | ----------------------- | ----------------------- | ----------------------- | ----------------------- | ----------------------- | ----------------------- | ----------------------- | ----------------------- |
| Jahr                    | 1802                    | 1850                    | 1900                    | 1950                    | 2000                    | 2010                    | 2012                    | 2014                    | 2016                    | 2018                    | 2023                    |
| Einwohner               | 115                     | 168                     | 248                     | 363                     | 368                     | 375                     | 367                     | 354                     | 340                     | 325                     | 331                     |

## Sehenswürdigkeiten

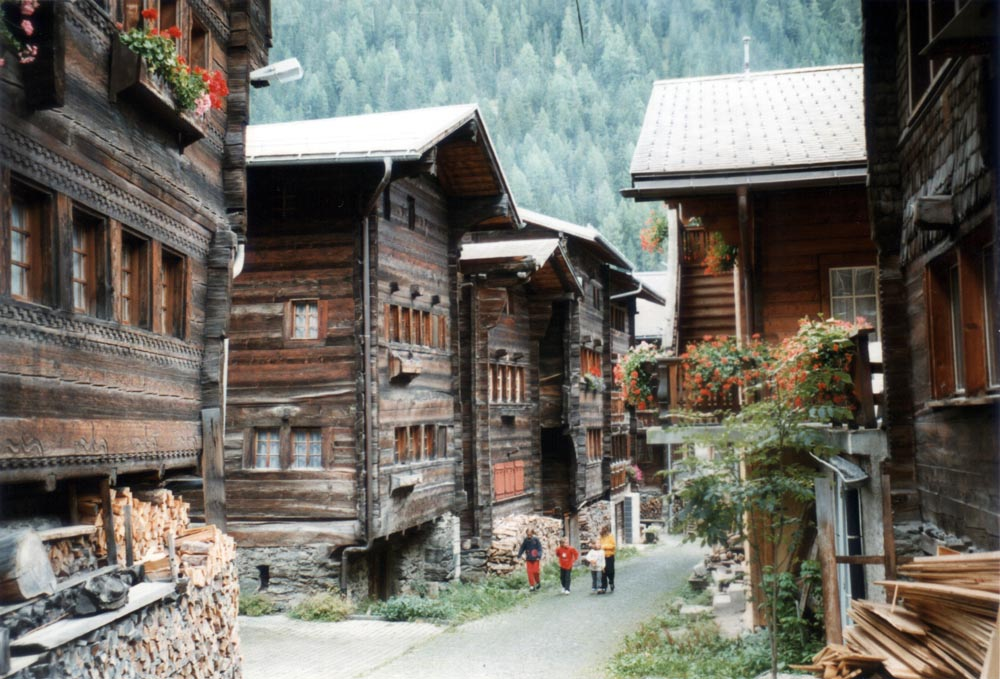
Alte Holzhäuser
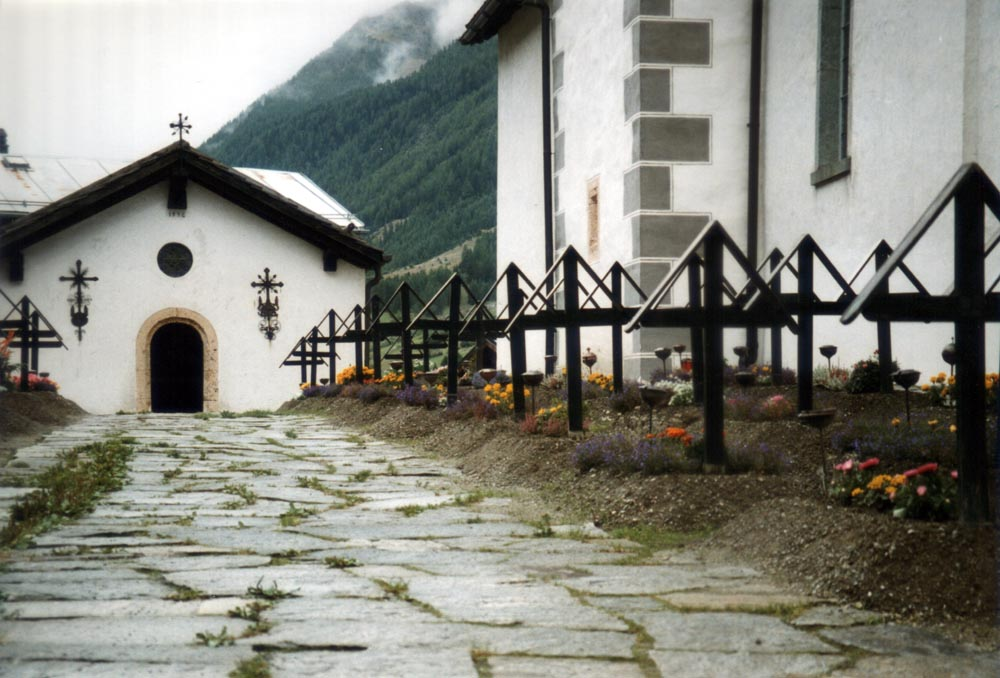
Friedhof, Beinhaus und Kapelle aus dem Jahre 1556